# Галковський Михайло Федорович
Михайло Федорович Галковський (біл. Міхаіл Фёдаравіч Галкоўскі; *20 травня 1942, село Суділи, Клімовицький район) — білоруський артист опери (драматичний тенор). Заслужений артист БРСР (1980).

## Біографія
Після закінчення школи вступив у Білоруську консерваторію. Студентом 4-го курсу співав у Державному театрі опери та балету. У 1968 році закігчив консерваторію. Багато виступав в операх білоруських композиторів: Сергій («Олеся» Я. Тікотського), Нунций («Джордано Бруно» С. Кортеса), Роман («Сива легенда» Д. Смольського), а також радянських композиторів: Леонід і Антонов («В бурю» Т. Хреннікова), Костя-радист («Берестейська фортеця» К. Молчанова) і інші. У класичному оперному репертуарі співака вирізняються партії драматичного та лірико-драматичного плану: Туриду («Сільська гордість» П. Маскані), Радамес («Аїда» Джузепе Верді), Герман («Пікова дама» Петра Чайковського) і інші. Виконав партію Андрія у телевізійному варіанті опери «У пущах Полісся» А. Богатирова.
Лауреат міжреспубліканського (1969) та Всесоюзного (1973) конкурсів вокалістів. Учасник параду відомих тенорів на 1-му міжнародному фестивалі оперного мистецтва, присвяченому 125-річчю з дня народження Енріко Карузо (1998).